# La agonía de Rasu Ñiti
La agonía de Rasu Ñiti es un cuento del escritor peruano José María Arguedas publicado en 1961. Es un relato breve ambientado en una aldea de los andes peruanos, y que los críticos consideran como una de las mejores creaciones literarias de su autor y de la literatura indigenista en general.

## Argumento
El cuento relata los últimos instantes de la vida del indio Pedro Huancayre (Rasu-Ñiti), un célebre danzante de tijeras o dansak, quien utiliza sus pocas fuerzas que le quedan para danzar mientras agoniza, todo lo cual lo hace acompañado de dos músicos (un violinista y un arpista), desplegando un ceremonial espectacular, que presencian su mujer y sus hijas, y su joven discípulo Atuq Sayku. Rasu-Ñiti muere en trance y lega a su discípulo el Wamani o espíritu de la montaña que se manifiesta en forma de cóndor, una deidad andina que hizo de Rasu-Ñiti un célebre bailarín, de acuerdo a la visión andina.

## Personajes
- Pedro Huancayre o Rasu Ñiti («Que aplasta nieve») un veterano danzante de tijeras o dansaq. Vive en una pequeña aldea de los Andes, junto con su familia, dedicado a las labores agrícolas.
- La esposa de Rasu Ñiti.
- Las hijas de Rasu Niti, muchachas que ayudan en las tareas domésticas del hogar.
- Atuq Sayku («Que cansa al zorro»), joven discípulo de Rasu-Ñiti.
- Lurucha, el arpista de Rasu-Ñiti
- Don Pascual, el violinista.
- Wamani o el espíritu de la montaña que se manifiesta en forma de cóndor.

## El Narrador
El narrador empieza siendo impersonal para luego pasar a implicado, es decir cambia de tercera a primera persona.

## La danza de tijeras

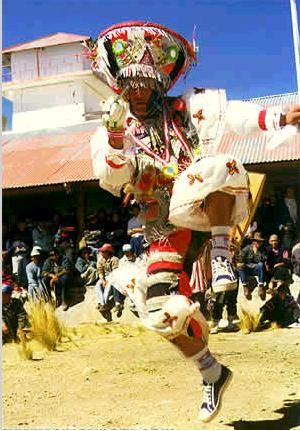
Un dansak o danzante de tijeras.

La danza de tijeras es propia de los departamentos  de Ayacucho, Apurímac y Huancavelica. Es un baile espectacular lleno de acrobacias y pasos difíciles que se ejecuta al ritmo del arpa y el violín. Los bailarines o dansaqkuna usan trajes muy llamativos, adornado de espejos, plumas y bordados. Según Arguedas, esta danza es de origen hispánico pero el pueblo quechua lo adoptó e integró a su acervo cultural a tal punto que hoy parece rasgo inconfundible de su identidad. 
Según la visión andina, el cuerpo del dansaq’ alberga espíritus (wamanis): de una montaña, de un precipicio, de una cueva, de la cascada de un río, de un pájaro, y aun de un insecto. Toda la naturaleza está animada, todas las cosas son envolturas de espíritus. Los danzantes son los intermediarios con el otro mundo, portavoces de las fuerzas mágicas de la naturaleza. Cuando muere un dansaq’ el espíritu o wamani se traslada a su sucesor, asegurándose así la continuidad de esta tradición mágico-religiosa.

## Análisis
Según Vargas Llosa, este relato condensa admirablemente la interpretación arguediana de la cultura andina. El cuento irradia una rica gama de símbolos y significados sobre lo que Arguedas quería ver en el mundo andino: una cultura que ha preservado su entraña mágico religiosa ancestral y que extrae su fuerza de una identificación con una naturaleza animada de dioses y espíritus que se manifiestan a través de la danza y el canto. 

El encanto del relato está en la envoltura realista que tiene la fantástica historia. El espíritu del dios montaña que ha escoltado siempre al danzante infundiéndole la sabiduría de su arte se corporiza en forma de un cóndor, al que la mujer de Rasu-Ñiti, sus músicos y Atuq Sayku ven aletear sobre la cabeza del agonizante, mientras éste ejecuta los últimos pasos y tiene poéticas visiones. Ver a ese 'espíritu' es un atributo espiritual, que sólo algunos han alcanzado; las hijas del bailarín, por ejemplo, no tienen aún la "fuerza" necesaria para lograrlo. Todo el amor de Arguedas por la vida en forma de programado ritual se hace evidente en esta agonía, representada como ceremonia de rígidas reglas que todos conocen y respetan. El narrador, […] para instruir al lector sobre el significado mítico y religioso de lo que está ocurriendo, desvela, al mismo tiempo que cuenta la muerte del dansaq’, las presencias secretas —espíritus materializados en precipicios, toros áureos, cascadas o pájaros— que mueven los músculos y deciden los movimientos de los bailarines, animan los compases de la música y, en última instancia, tejen y destejen los destinos humanos, en este mundo mágico y sagrado, inmunizado contra el tiempo y la historia.

Asimismo, Vargas Llosa resalta la buena factura artística del relato, lo que atribuye al hecho de estar escrito con espontaneidad y no con intenciones morales e ideológicas.

## Mensaje
El danzante de tijeras muere tranquilo pues sabe que ha mantenido fielmente su identidad y ha asegurado la supervivencia de la cultura andina. La ceremonia de su muerte es a la vez la iniciación del nuevo dansaq (bailarín) del pueblo, en un ritual que simboliza la continuidad de muerte y nacimiento en la naturaleza y en los cultivadores de la tradición. El mensaje que nos trasmite es la lucha tenaz de la cultura andina por no desaparecer.

## Cortometraje
En 1985 Augusto Tamayo realizó una adaptación en video de este cuento, para el Centro de Teleducación de la Universidad Católica (CETUC), con las actuaciones de Luis Álvarez y Delfina Paredes.